# Koumansetta rainfordi
Koumansetta rainfordi es una especie de peces de la familia de los Gobiidae en el orden de los Perciformes.

## Morfología
Los machos pueden llegar a alcanzar los 8,5 cm de longitud total.

## Hábitat
Es un pez de Mar y, de clima tropical y asociado a los  arrecifes de coral que vive entre 2-30 m de profundidad.

## Distribución geográfica
Se encuentra en el Pacífico occidental: las Islas del Almirantazgo, Australia, Fiyi , Indonesia, las Islas Marshall, la  Micronesia, República de Palau, Papúa Nueva Guinea, las Filipinas, Taiwán, y el Vietnam .

## Observaciones
Es inofensivo para los humanos. 